# Club allemand de science-fiction
Le Club allemand de science-fiction (nom original : Science Fiction Club Deutschland, SFCD) est une association allemande qui réunit des amateurs de science-fiction, de littérature, de cinéma et de médias électroniques.

## Objectif de l'association
Le Club allemand de science-fiction se propose de jeter un regard critique sur la science-fiction et le fantastique dans la littérature et les médias. Son objectif est de promouvoir les sciences qui sont à l'origine de la science-fiction et de diffuser un message de tolérance et de paix. Le Club allemand de science-fiction a noué d'étroits contacts avec d'autres associations étrangères qui poursuivent les mêmes objectifs.

## Histoire
Le Club allemand de science-fiction fut fondé le 4 août 1955 à Francfort-sur-le-Main par les auteurs de science-fiction allemands Walter Ernsting (alias Clark Darlton) et Raymond Zinke Gallun, par l'éditeur Walter Spiegl et par Julian Parr. Le siège du Club se situe à Hanovre. Parmi les premiers membres du Club, on compte également le célèbre amateur de science-fiction américain Forrest J. Ackerman.
Alors qu'à ses débuts, les actions des amateurs de science-fiction ne se faisaient que dans le cadre du Club, l'association joue aujourd'hui un rôle fédérateur, avec des contacts nombreux à l'étranger et diverses associations locales et régionales.
Le Club allemand de science-fiction compte aujourd'hui plus de 450 membres au niveau fédéral (chiffres de septembre 2004), auxquels s'ajoutent quelques membres aux États-Unis, aux Pays-Bas, en Grande-Bretagne, en Suède, au Canada et en Australie. Le Club allemand de science-fiction est ainsi l'association indépendante de science-fiction la plus ancienne d'Allemagne dans ce domaine, comparativement aux autres clubs allemands dédiés à des univers de romans, de films ou de séries télévisées comme Perry Rhodan, Star Wars ou Star Trek.

## Activités

### Publications
L'activité principale du Club est la publication. Les Andromeda Nachrichten (Nouvelles d'Andromède) paraissent à un rythme trimestriel et proposent la plus vaste somme d'informations sur la science-fiction de tout le territoire allemand. Les différentes éditions du « Magazine de science-fiction Andromède » sont proposées par différentes rédactions. Dans le passé, le magazine publia des anthologies sur la réunification ou sur l'alchimie dans le passé et dans le futur, des bibliographies et des reportages sur de grands congrès de science-fiction ou bien sur le plus grand amateur allemande de SF : Herbert Häusler. Le magazine parut ces dernières années à un rythme annuel ou bisannuel. Le « Story center » paraît une fois par an et propose des nouvelles d'auteurs allemands encore inconnus. Le Club achète également des livres pour les offrir à certains de ses membres.

### Prix
Le Club allemand de science-fiction décerne chaque année le prestigieux prix allemand de science-fiction au meilleur roman et à la meilleure nouvelle du genre publiés en langue allemande au cours de l'année précédente. Dans chaque catégorie, le prix est doté de 1 000 €, ce qui en fait un prix unique en son genre en Allemagne.
Depuis l'année 2003 est décerné le prix Curt-Siodmak aux meilleures productions cinématographiques ou télévisuelles de l'année précédente. Les lauréats sont annoncés chaque année lors du congrès du Club qui se déroule à chaque fois dans un endroit différent sur le territoire allemand.

### Activités annexes
Le Club allemand de science-fiction soutient également les activités de ses membres qui s'engagent au niveau local ou régional dans des associations de fans ou au niveau international. Il faut également signaler la phonothèque du Club qui est une sorte de mémoire acoustique de pièces radiophoniques enregistrés par des membres ou d'enregistrements d'allocutions lors de congrès allemands ou internationaux.